# L.A. Weatherly
L.A. Weatherly, även känd som Lee Weatherly och Titania Woods, född 1967 i Little Rock, Arkansas, är en amerikansk författare. Weatherly bor med sin make i Hampshire, Storbritannien. Hon är mest känd för trilogin Angel, som publicerades 2010. Hon är också författare till berättelserna om Child X (Sanningen om Juliet) och Glittervingsakademin.
Weatherly har vunnit Sheffield Teen Book Award, och ges i Sverige ut av B. Wahlströms förlag.